# Feridun Öztürk
Feridun Öztürk (* 19. Oktober 1945 in Aydın) ist ein ehemaliger türkischer Fußballspieler.

## Karriere
Öztürk begann seine Karriere Anfang der 1960er-Jahre bei Altay Izmir. Mit Altay zog der Stürmer dreimal in das türkische Pokalfinale ein (1964, 1967 und 1968). 1967 gewann Altay das Pokalfinale durch Münzwurf gegen den Stadtrivalen Göztepe Izmir. Feridun Öztürk spielte sieben Jahre für Altay und kam zu insgesamt 91 Ligaspielen und erzielte 19 Tore.
Zur Saison 1969/70 wechselte er zu Galatasaray Istanbul. Für die Gelb-Roten war Öztürk ein Ergänzungsspieler, aus diesem Grund verließ er den Verein und wurde ab der Saison 1970/71 Spieler von Gençlerbirliği Ankara. Für die Hauptstädter spielte der Stürmer bis zum Ende der Saison 1973/74 und beendete danach seine Karriere.

## Erfolge
Altay Izmir
- Türkischer Fußballpokal: 1967